# Ben Katchor
Ben Katchor, né à Brooklyn en 1951, est un auteur de bande dessinée et librettiste américain connu pour ses histoires absurdes à la construction complexe mettant en scène des personnages juifs dans l'Amérique urbaine, comme Le Juif de New York ou Julius Knipl.

## Biographie
Né dans une famille yiddishophone communiste de Brooklyn, Ben Katcher étudie au Brooklyn College puis à la School of Visual Arts de New York. En 1980, il entre à Raw, revue de bande dessinée réputée dirigée par Art Spiegelman. À partir de 1988, il publie chaque semaine la bande dessinée Julius Knipl dans le quotidien communautaire The Jewish Daily Forward ; ces histoires d'un photographe dans l'Amérique des années 1950 et 1960, reprises dans plusieurs hebdomadaires alternatifs et recueillies en trois albums par diverses maisons d'éditions entre 1991 et 2000 lui valent une bourse Guggenheim en 1995. 
Katchor réalise ensuite Le Juif de New York, biographie imaginaire d'un séfarade qui tente de créer un état juif sur Grand Island dans les années 1830, recueilli en 1998, et en 2000 L'Odyssée d'une valise en carton, dont le recueil augmenté publié en 2011 chez Pantheon Books lui vaut le prix de la National Cartoonists Society du meilleur roman graphique. Le succès critique de ces œuvres lui veut de devenir en 2000 le premier auteur de bande dessinée lauréat du prix MacArthur, une prestigieuse bourse de création dotée de 500 000 dollars américains. De 1998 à 2016, il publie également chaque mois dans Metropolis une planche évoquant l'architecture ou l'urbanisme, dont un recueil paraît en 2013 chez Pantheon. À la fin des années 2000, il revient provisoirement à une histoire hebdomadaire en réalisant 52 épisodes de Shoehorn Technique ; il dessine par ailleurs régulièrement dans The New Yorker et The New York Times.
Outre son activité de bédéaste et d'illustrateur, Katchor se lance à la fin des années 1990 dans la création de spectacles musicaux illustrés : après The Carbon Copy Building avec le collectif Bang on the Can en 1999, qui lui vaut un prix Obie et There was a Building avec Moritz Eggert en 2002, il entame une collaboration avec le musicien Mark Mulcahy (en),. Ils réalisent ensemble The Slugbearers of Kayrol Island (2004), The Rosenbach Company (2004), A Checkroom Romance (2009), Up From the Stacks (2011), The Imaginary War Crimes Tribunal (2014) et Memorial City. Depuis 2007, Katchor enseigne par ailleurs à Parsons The New School.
Traduit en France depuis 2001, une exposition lui a été consacrée en 2008 dans le cadre de la 35e édition du Festival international de la bande dessinée d'Angoulême.

## Publications en français
- Le Juif de New York, Amok, coll. « Soprano », 2001[7].
- Julius Knipl :

1. Histoires urbaines de Julius Knipl, photographe, Casterman, coll. « Écritures », 2005[8].
2. Le quartier des marchands de beauté, Rackham, coll. « Le Signe noir », 2011.
3. Nouveautés à prix cassés, Rackham, coll. « Le Signe noir », 2017.

- L'Odyssée d'une valise en carton, Rackham, coll. « Le Signe noir », 2013.

## Prix et distinctions
- 1995 : Bourse Guggenheim
- 2000 : Prix MacArthur
- 2007 :  Prix de l'École de l'image pour l'ensemble de son œuvre
- 2012 : Prix du roman graphique de la National Cartoonists Society, pour L'Odyssée d'une valise en carton